# Filip Hološko
Filip Hološko, född 17 januari 1984 i Piešťany, Tjeckoslovakien, i nuvarande Slovakien, är en slovakisk fotbollsspelare som spelar för australiska Sydney FC. Han har också spelat landskamper för slovakiska landslaget.